# 統一民主党 (タンザニア)
統一民主党（とういつみんしゅとう、United Democratic Party）は、タンザニアの自由主義政党。自由主義インターナショナルにオブザーバー加盟している。
2000年タンザニア国民議会（269議席）総選挙では、2議席を獲得した。同日に行われた大統領選挙では、公認候補としてジョン・モミセ・チェヨ John Momise Cheyoを擁立し、4.2パーセントの票を獲得した。
2005年12月14日実施された大統領選挙には候補者を擁立しなかったが、総選挙 Tanzanian elections, 2005では、同党は1議席を獲得した。